# 屈家嶺文化
屈家嶺文化（くつかりょうぶんか）は、中華人民共和国湖北省及び湖南省の長江中流域に紀元前3000年頃-紀元前2600年頃にかけて存在した新石器時代の文化。三峡から湖北省・湖南省の周辺で栄えた大渓文化を継承し、黄河中流の陝西省南部や河南省西南部、長江下流の江西省北部にも伝播した。
標式遺跡である屈家嶺遺跡は、湖北省京山県の屈家嶺で発見された。屈家嶺遺跡は1955年から1957年にかけて発掘調査されたが、後に湖北省各地からも屈家嶺と共通する遺跡が発見され、その中の多くの遺跡（例えば枝江市の関廟山遺跡）からは前後の文化との関係も判明し、初期は長江中流の大渓文化を引き継ぎ、その後期は青竜泉文化（別名、湖北龍山文化）へとつながっていったことが分かった。
屈家嶺遺跡では稲を栽培した痕跡が発見されている。また動物ではニワトリやイヌ、ブタ、ヤギなどの遺留物が発見されている。また十か所ほどの貯蔵用の穴には魚が蓄えられていた跡があった。墓からは世界的にも珍しい甕棺墓が発掘されている。黄河流域の龍山文化とは出土する陶器に共通点もあり、墳墓の副葬品からは黒陶、特に器の厚さが非常に薄い卵殻陶が多く出土した。陶器の形状では、大渓文化で発見される圏足器（大きく高い脚部をもつ器）が多く見られるが、鼎もそれより多く発見される。また建材として、焼いた土の塊を多く使っており、後のレンガの発達をうかがわせる。
屈家嶺文化独特の遺物としては、陶でできた鉢や彩色した紡錘車（spindle-whorls）がある。彩色紡錘車は紡織の発達を示すものであり、石家河文化へも紡錘車は引き継がれた。